# Le Bâtard de l'évêque
Le Bâtard de l'évêque (titre original : The Bishop's Heir) est un roman de fantasy appartenant au cycle des Derynis de Katherine Kurtz. Il fut publié en anglais américain en 1984 par Ballantine Books, et traduit en français par Michèle Zachayus. C'est le premier tome de la Trilogie du roi Kelson, faisant suite à la Trilogie des magiciens. L'action se déroule entre novembre 1123 et janvier 1124.

## Résumé
Le roi Kelson règne depuis deux ans. Si la paix est faite avec Torenth, c'est de l'intérieur du royaume que vient désormais la trahison : les nobles de Meara réclament leur indépendance, ralliés par Edmund Loris, l'ancien Primat de Gwynedd qui s'est échappé du monastère où il était enfermé. Kelson peut compter sur ses amis derynis Alaric Morgan et Duncan McLain, mais aussi sur son frère de cœur Dhugal MacArdry.